# Gatekeeper H.323
Контролер зони H.323 або гейткіпер H.323 (англ. H.323 Gatekeeper) — пристрій або програма в мережі IP-телефонії, за стандартом H.323, який виступає як центр обробки викликів усередині своєї зони й виконує найважливіші функції управління викликами. Зона в мережі H.323 визначається як сукупність всіх терміналів, шлюзів і пристроїв керування конференціями (MCU) під управлінням даного контролера зони.
Контролер зони — необов'язковий компонент мережі H.323, проте, якщо він присутній в мережі, то термінали й шлюзи повинні використовувати його послуги.
Різні ділянки зони мережі H.323 можуть бути територіально рознесені та з'єднуватися один з одним через маршрутизатори.
Основним протоколом, який використовує контролер зони є H.225.

## Основні функції
- Трансляція адрес — Перетворення внутрішніх адрес ЛВС і телефонних номерів формату E.164 в адреси протоколів IP / IPX
- Управління доступом — Авторизація доступу в H.323 мережу для користувачів за допомогою RAS
- Управління смугою пропускання — Дозвіл або заборона запитуваної терміналом смуги пропускання
- Маршрутизація сигнальних повідомлень між терміналами, розташованими в одній зоні; гейткіпер може організовувати сигнальний канал безпосередньо між терміналами або ретранслювати сигнальні повідомлення від одного терміналу до іншого.

## Додаткові функції
- Управління процесом встановлення з'єднання — При двосторонньої конференції гейткіпер здатний обробляти службові повідомлення протоколу сигналізації Q.931, а також може служити ретранслятором таких повідомлень від кінцевих точок
- Авторизація сполуки — Допускається відхилення гейткіпером запиту на встановлення з'єднання. Підстави — обмеження прав або часу доступу, і інші, що лежать поза рамками H.323
- Управління викликами — Сторож може відстежувати стан всіх активних сполук, що дозволяє управляти викликами, забезпечуючи виділення необхідної смуги пропускання і баланс завантаження мережевих ресурсів внаслідок переадресації дзвінків на інші термінали та шлюзи.

## Реалізації
- GNU GateKeeper — вільний гейткіпер
- SoftSwitch — поєднує в собі безліч функцій технології VoIP, у тому числі функції гейткіпера. Найпопулярніші приклади: Asterisk, MVTS від компанії MERA Systems.